# Exocentrus lineatus
Exocentrus lineatus là một loài bọ cánh cứng trong họ Cerambycidae.